# Adolf 1. Georg af Schaumburg-Lippe
Fyrst Adolf 1. Georg til Schaumburg-Lippe (tysk: Fürst Adolf I. Georg zu Schaumburg-Lippe) (Adolf Georg; 1. august 1817 – 8. maj 1893) var fyrste af det lille fyrstendømme Schaumburg-Lippe i det centrale Tyskland fra 1860 til 1893.

## Biografi
Adolf Georg blev født den 1. august 1817 i Bückeburg, hovedstaden i det lille fyrstendømme Schaumburg-Lippe, i det centrale Tyskland. Han var den ældste søn af Fyrst Georg 1. Vilhelm af Schaumburg-Lippe i hans ægteskab med Prinsesse Ida af Waldeck og Pyrmont.
Fyrst Georg Vilhelm døde den 21. november 1860, og Adolf Georg blev fyrste af Schaumburg-Lippe som Adolf 1. Georg
Fyrst Adolf 1. Georg døde den 8. maj 1893 i Bückeburg. Han blev efterfulgt som fyrste af sin ældste søn, Georg.

## Ægteskab og børn
Adolf Georg giftede sig den 25. oktober 1844 i Arolsen med sin kusine Prinsesse Hermine af Waldeck og Pyrmont, datter af Fyrst Georg 2. af Waldeck og Pyrmont og Prinsesse Emma af Anhalt-Bernburg-Schaumburg-Hoym. De fik otte børn:
- Hermine (1845–1930)

∞ 1876 Hertug Maximilian af Württemberg (1828–1888)
- Georg 2. (1846–1911), Fyrste af Schaumburg-Lippe 1893–1911

∞ 1882 Prinsesse Marie Anna af Sachsen-Altenburg (1864–1918)
- Hermann (1848–1918)
- Emma (1850–1855)
- Ida (1852–1891)

∞ 1872 Heinrich 22., 5. fyrste Reuss af Greiz (1846–1902)
- Otto Heinrich (1854–1935)

∞ 1893 (morganatisk) Anna Luise von Köppen (1860–1932)
- Adolf (1859–1916)

∞ 1890 Prinsesse Viktoria af Preussen (1866–1929)
- Emma (1865–1868)